# Argentine-Irlande en rugby à XV
Cet article présente l'historique des confrontations entre l'équipe d'Argentine et l'équipe d'Irlande en rugby à XV. Les deux équipes se sont affrontées à vingt-trois reprises, dont quatre fois en Coupe du monde. Les Argentins ont remporté huit rencontres contre quatorze pour les Irlandais et un match nul. Toutefois, l'Irlande ne comptabilise pas les cinq premières rencontres, en 1952, 1970 et 1973, comme des test-matchs.

## Historique
Dans le cadre de la Coupe du monde, l'Argentine et l'Irlande se rencontrent régulièrement en phase finale, en 1999, 2003, 2007, 2015 ; ces affrontements répétés en match éliminatoire donnent naissance à une rivalité entre les deux équipes.

## Confrontations

### Confrontations officielles
| No | Date              | Lieu                                                            | Match               | Score   | Compétition                      |
| -- | ----------------- | --------------------------------------------------------------- | ------------------- | ------- | -------------------------------- |
| 6  | 27 octobre 1990   | Lansdowne Road, Dublin — Irlande                                | Irlande – Argentine | 20 – 18 | Test match                       |
| 7  | 28 août 1999      | Lansdowne Road, Dublin — Irlande                                | Irlande – Argentine | 32 – 24 | Test match                       |
| 8  | 20 octobre 1999   | Stade Félix-Bollaert, Lens — France                             | Argentine – Irlande | 28 – 24 | Coupe du monde (barrage)         |
| 9  | 3 juin 2000       | Ferrocaril Oeste, Buenos Aires — Argentine                      | Argentine – Irlande | 34 – 23 | Test match                       |
| 10 | 23 novembre 2002  | Lansdowne Road, Dublin — Irlande                                | Irlande – Argentine | 16 – 7  | Test match                       |
| 11 | 26 octobre 2003   | Adelaide Oval, Adélaïde — Australie                             | Irlande – Argentine | 16 – 15 | Coupe du monde (poule A)         |
| 12 | 27 novembre 2004  | Lansdowne Road, Dublin — Irlande                                | Irlande – Argentine | 21 – 19 | Test match                       |
| 13 | 26 mai 2007       | Estanislao Lopez, Santa Fe — Argentine                          | Argentine – Irlande | 22 – 20 | Test match                       |
| 14 | 2 juin 2007       | Velez Sarsfield, Buenos Aires — Argentine                       | Argentine – Irlande | 16 – 0  | Test match                       |
| 15 | 30 septembre 2007 | Parc des Princes, Paris — France                                | Argentine – Irlande | 30 – 15 | Coupe du monde (poule D)         |
| 16 | 22 novembre 2008  | Croke Park, Dublin — Irlande                                    | Irlande – Argentine | 17 – 3  | Test match                       |
| 17 | 28 novembre 2010  | Aviva Stadium, Dublin — Irlande                                 | Irlande – Argentine | 29 – 9  | Test match                       |
| 18 | 24 novembre 2012  | Aviva Stadium, Dublin — Irlande                                 | Irlande – Argentine | 46 – 24 | Test match                       |
| 19 | 7 juin 2014       | Estadio Centenario, Resistencia — Argentine                     | Argentine – Irlande | 17 – 29 | Test match                       |
| 20 | 14 juin 2014      | Stade Monumental José Fierro, San Miguel de Tucumán — Argentine | Argentine – Irlande | 17 – 23 | Test match                       |
| 21 | 18 octobre 2015   | Millennium Stadium, Cardiff — Pays de Galles                    | Irlande – Argentine | 20 – 43 | Coupe du monde (quart de finale) |
| 22 | 25 novembre 2017  | Aviva Stadium, Dublin — Irlande                                 | Irlande – Argentine | 28 – 19 | Test match                       |
| 23 | 21 novembre 2021  | Aviva Stadium, Dublin — Irlande                                 | Irlande – Argentine | 53 – 7  | Test match                       |
| 24 | 15 novembre 2024  | Aviva Stadium, Dublin — Irlande                                 | Irlande – Argentine | 22 – 19 | Test match                       |

### Confrontations non-officielles
| No | Date              | Lieu                                       | Match                  | Score  | Compétition |
| -- | ----------------- | ------------------------------------------ | ---------------------- | ------ | ----------- |
| —  | 24 août 1952      | Estadio GEBA, Buenos Aires — Argentine     | Argentine – Irlande XV | 3 – 3  | Test match  |
| —  | 31 août 1952      | Estadio GEBA, Buenos Aires — Argentine     | Argentine – Irlande XV | 0 – 6  | Test match  |
| —  | 13 septembre 1970 | Ferrocaril Oeste, Buenos Aires — Argentine | Argentine – Irlande XV | 8 – 3  | Test match  |
| —  | 20 septembre 1970 | Ferrocaril Oeste, Buenos Aires — Argentine | Argentine – Irlande XV | 6 – 3  | Test match  |
| —  | 10 novembre 1973  | Lansdowne Road, Dublin — Irlande           | Irlande – Argentine    | 21 – 8 | Test match  |